# Mount Vernon (Kentucky)
Mount Vernon es una ciudad ubicada en el condado de Rockcastle en el estado estadounidense de Kentucky. En el Censo de 2010 tenía una población de 2477 habitantes y una densidad poblacional de 571,99 personas por km².

## Geografía
Mount Vernon se encuentra ubicada en las coordenadas 37°21′19″N 84°20′36″O / 37.35528, -84.34333. Según la Oficina del Censo de los Estados Unidos, Mount Vernon tiene una superficie total de 4.33 km², de la cual 4.31 km² corresponden a tierra firme y (0.36%) 0.02 km² es agua.

## Demografía
Según el censo de 2010, había 2477 personas residiendo en Mount Vernon. La densidad de población era de 571,99 hab./km². De los 2477 habitantes, Mount Vernon estaba compuesto por el 98.43% blancos, el 0.28% eran afroamericanos, el 0.24% eran amerindios, el 0% eran asiáticos, el 0% eran isleños del Pacífico, el 0.28% eran de otras razas y el 0.77% pertenecían a dos o más razas. Del total de la población el 0.65% eran hispanos o latinos de cualquier raza.